# أريك ميلر
أريك ميلر (بالإنجليزية: Eric Miller) (15 يناير 1993 جاكسونفيل الولايات المتحدة - ) هو لاعب كرة قدم أمريكي يلعب كمدافع.

## وصلات خارجية
أريك ميلر على موقع الدوري الأمريكي (الإنجليزية)
- أريك ميلر على موقع قاعدة بيانات كرة القدم.إي يو (الإنجليزية)
- أريك ميلر على موقع Soccerbase.com (لاعب) (الإنجليزية)
- أريك ميلر على موقع Soccerway.com (الإنجليزية)
- أريك ميلر على موقع عالم كرة القدم.نت (الإنجليزية)
- أريك ميلر على موقع AS.com (الإسبانية)